# Światowy Dzień Serca

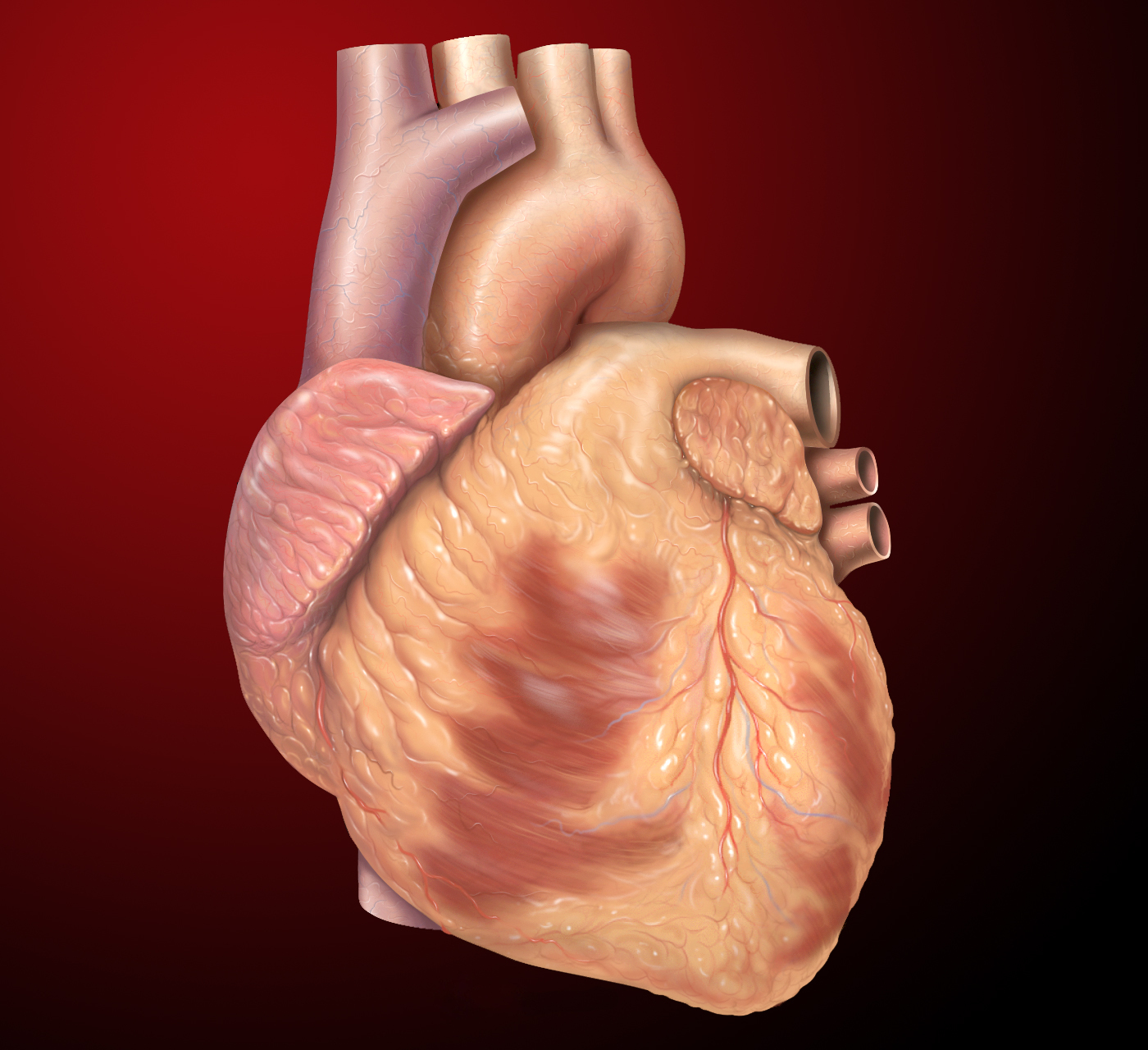
Grafika przedstawiająca anatomię serca

Światowy Dzień Serca (ang. World Heart Day) – święto obchodzone corocznie w ostatnią niedzielę września z inicjatywy Światowej Federacji Serca (WHF) z udziałem, i przy współfinansowaniu, WHO i UNESCO.
Obchody Dnia mają na celu zwiększenie świadomości społecznej dotyczącej chorób serca oraz promocję zdrowego stylu życia. 
Pierwsze obchody odbyły się 24 września 2000 roku. W Polsce obchody organizowane są od 2002 roku przez Polskie Towarzystwo Kardiologiczne.
Hasło na 2011 rok brzmi: Twój świat, twój dom, twoje serce (ang. One World, One Home, One Heart).